# Open 13 2009
Open 13 2009 — тенісний турнір, що проходив на кортах з твердим покриттям у місті Марсель, Франція з 16 лютого . Належав до категорії ATP World Tour 250.

## Фінальна частина

### Одиночний розряд
Жо-Вілфрід Тсонга —  Мікаель Льодра 7–5, 7–6(7–3)

### Парний розряд
Арно Клеман /  Мікаель Льодра —  Юліан Ноул /  Енді Рам 3–6, 6–3, [10–8]